# Шовелен, Бернар Луи де
Маркиз Берна́р Луи́ де Шовеле́н (фр. Bernard Louis de Chauvelin; 1716 год, Париж — 1773 года, Версаль) — французский генерал, дипломат и писатель. Отец Бернара Франсуа де Шовелена.
16-ти лет поступил в армию и обратил на себя внимание во время походов в Италию в 1734 и 1735 гг. Ещё более он отличился во время войны за австрийское наследство. После заключения мира Шовелен сначала управлял Генуей в качестве полномочного министра, а в 1753 г. был назначен французским посланником в Турин и пробыл на том посту до 1764 года. В последние годы своей жизни он принимал участие в экспедиции 1768 г. на остров Корсику, которая окончательно утвердила за Францией этот остров.

## Образ в кино
- «Вернемся на Елисейские поля[фр.]» (Франция, 1938 — актёр Люсьен Бару[фр.]